# Castel del Piano
Castel del Piano ist eine Gemeinde mit 4771 Einwohnern (Stand 31. Dezember 2023) in der Provinz Grosseto der italienischen Region Toskana.

## Geografie

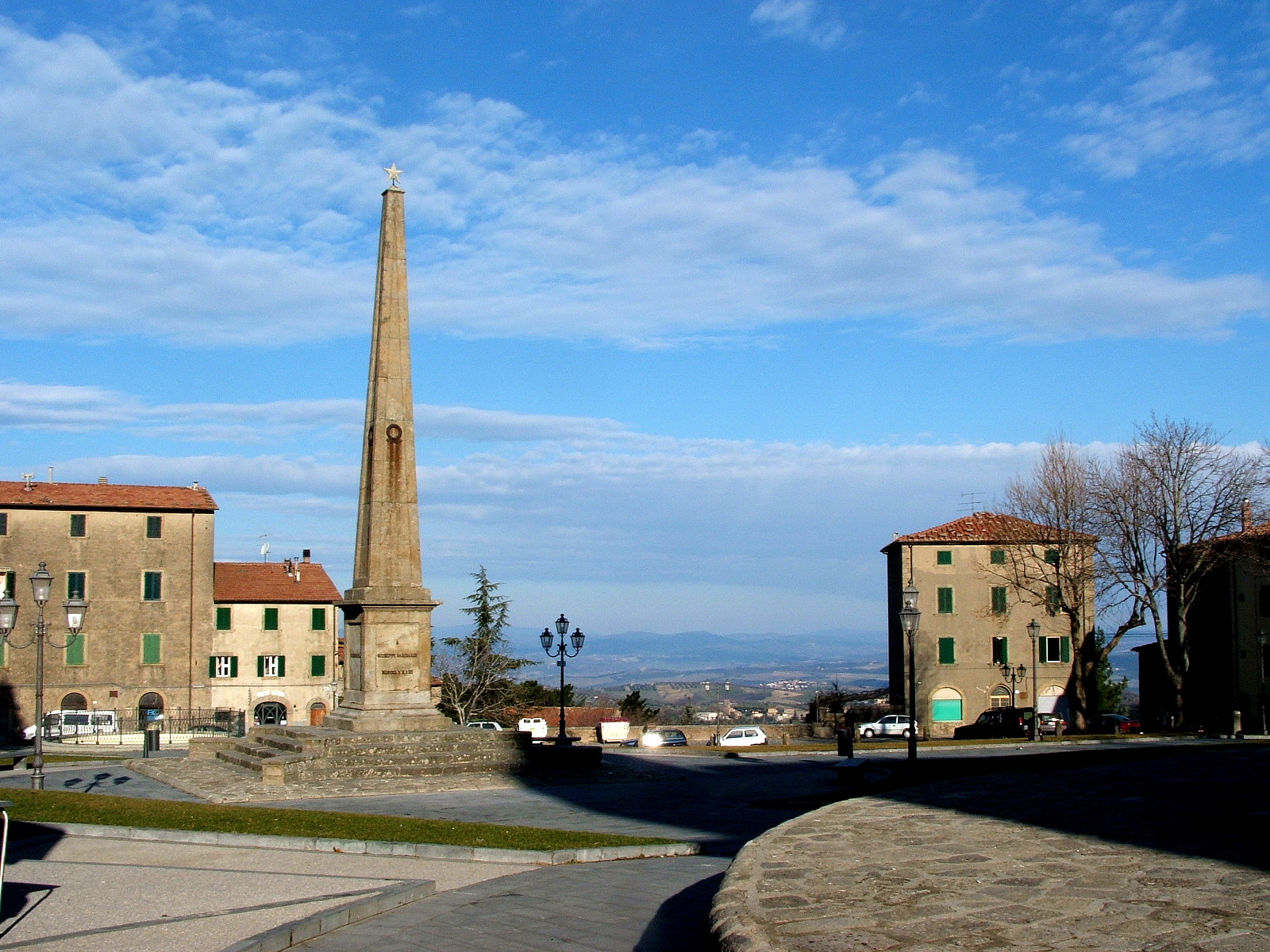
Piazza Garibaldi / Piazza del Palio in Castel del Piano

Lage von Castel del Piano in der Provinz Grosseto

Der Ort erstreckt sich über rund 68 km². Er liegt etwa 60 km nordöstlich von Grosseto, 130 km südlich von Florenz und 70 km westlich vom Tyrrhenischen Meer im südlichen Teil des Val d’Orcia. Der Monte Amiata liegt in rund zehn Kilometer Entfernung. Der Ort ist Teil der Comunità montana dell’Amiata grossetano und liegt in der klimatischen Einordnung italienischer Gemeinden in der Zone E, 2199 GG.
Der Ort liegt an den Flüssen Orcia (7 km im Ortsgebiet), Ente (6 km im Ortsgebiet), Vivo (1 km im Ortsgebiet) und Zancona (3 von insgesamt 17 km im Ortsgebiet).
Zu seinen Ortsteilen (Fraktionen, italienisch frazioni) zählen Montegiovi (535 m, ca. 170 Einwohner) und Montenero d’Orcia (388 m, ca. 250 Einwohner).
Die Nachbargemeinden sind Abbadia San Salvatore (SI), Arcidosso, Castiglione d’Orcia (SI), Cinigiano, Montalcino (SI), Santa Fiora und Seggiano.

## Geschichte
Erstmals geschichtlich dokumentiert wurde die Gemeinde am 27. August 890 unter dem Namen „Casale Plana“ im Schriftverkehr der Abtei Amiata. 1175 wurde die Burg errichtet, nun Castrum Plana und später Castrum de Plano genannt. Von 1175 bis 1331 war der Ort Besitz der Aldobrandeschi und wurde dann nach Belagerung durch Guidoriccio da Fogliano von der Republik Siena erobert. Nach der Niederlage der Seneser Republik 1555 gegen die Republik Florenz fiel der Ort ebenfalls dem Herzogtum Toskana zu.

## Sehenswürdigkeiten
- Chiesa Parrocchiale della Natività della Madonna (auch Chiesa dell’Opera), im 17. Jahrhundert errichtete Kirche, enthält die Werke Santa Caterina d’Alessandria ed altri Santi, Natività di Maria und Pietà o Compianto su Cristo Morto von Giuseppe Nicola Nasini sowie von Domenico Manetti das Werk San Cerbone propizia la vittoria del generale Tommaso Cerboni (Leinwandgemälde, um 1642 entstanden).[5]
- Chiesa della Madonna delle Grazie, Kirche im Ortskern aus dem 18. Jahrhundert, die über einer Kapelle aus dem frühen 16. Jahrhundert entstand. Enthält das Werk Madonna del Carmine des Francesco Nasini (Leinwandgemälde, 1652 entstanden)
- Chiesa del Sacramento, bereits 1216 erwähnte Kirche im Ortskern.
- Chiesa di San Leonardo, um 1188 errichtete Kirche im Ortskern
- Chiesa di Santa Lucia, 1676 erwähnte aber wahrscheinlich wesentlich ältere Kirche kurz außerhalb des Ortskerns.
- Chiesa di San Biagio a Gravilona, bereits 1188 erwähnte Kirche kurz außerhalb des Ortskerns.
- Chiesa di San Martino, Kirche im Ortsteil Montegiovi, wurde bereits 1302 erwähnt.
- Chiesa di Santa Lucia, Kirche aus dem 12. Jahrhundert im Ortsteil  Montenero d’Orcia

## Söhne und Töchter der Gemeinde
- Giuseppe Nicola Nasini (1657–1736), Maler
- Luca Vanni (* 1985), Tennisspieler

## Der Palio von Castel del Piano
Ähnlich wie in Siena (und anderen Orten) wird auch in Castel del Piano jährlich ein Palio veranstaltet, der mit Pferden auf der Piazza Garibaldi gelaufen wird. Hierbei treten die vier Contraden (Ortsteile) des historischen Ortskerns, namentlich Borgo, Monumento, Poggio und Storte, gegeneinander an. Vor dem jeweiligen Rennen findet zudem (wie in Siena) ein Corteo storico (historischer Umzug) statt.

### Ursprünge des Palios von Castel del Piano
Das erste Pferderennen fand am 9. September 1402 zur Fiera di Merci e Bestiame statt, als die Gemeinde sich unter der Kontrolle der Republik Siena befand. Von 1431 bis zur Aufgabe dieser Tradition im Mittelalter fand der Palio der Maria Santissima delle Grazie am 8. September statt, zu Ehren der Namensgeberin, durch die der Legende nach 4 Soldaten aus Castel del Piano am 8. September 1430 durch eine Erscheinung der Maria vor dem Tode bewahrt wurden.

### Wiederbelebung des Palios 1771
Durch Beschluss einer Abordnung am 14. Juli 1765 wurde der Palio wiederbelebt. Das erste Rennen fand am 7. Juli 1771 unter neuen Regeln statt. Dabei durften auch Stadtteile außerhalb der historischen Stadtmauern teilnehmen. So wurde dieses Rennen vom Stadtteil Montenero gewonnen. Diese Form des Palios wurde bis zum Anfang des 20. Jahrhunderts beibehalten. Nach dem Ersten Weltkrieg fanden weiter Pferderennen auf dem Corso Garibaldi statt, allerdings ohne Beteiligung der Contraden.

### Der heutige Palio
1967 wurden durch einen Beschluss des Stadtrates die Teilnahmebedingungen für den Palio von Castel del Piano erneut geändert. Demnach treten seit 1968 nur noch die vier Contraden der historischen Altstadt (Borgo, Monumento, Poggio und Storte) gegeneinander an. Den ersten Palio unter neuen Regeln wurde am 9. September 1968 von der Contrade Monumento mit dem Reiter (Fantino) Pieraccini (genannt Bubbolino) auf dem Pferd Leda gewonnen. Den letzten gelaufenen Palio (2009) gewann die Contrade Borgo mit G.Mureddu (genannt Filuferru) mit dem Pferd Iolao.